# Sashko Polozhynskiy
Oleksandr Yevhenovych Polozhynskyi (28 de mayo de 1972) es un cantante y presentador ucraniano que se convirtió en el cantante principal de la banda de música Tartak y presentador de Radio NV. Más tarde se convirtió en militar de la 47.ª Brigada Mecanizada de las Fuerzas Armadas de Ucrania.

## Biografía
Nacido el 28 de mayo de 1972, en la ciudad ucraniana de Lutsk . A una edad temprana, Polozhynskyi comenzó a cantar y a actuar en matinés festivos. Después de completar sus estudios en la Escuela No.15 de Lutsk, ingresó en el internado militar de Lviv después de graduarse de octavo grado. Asistió a la Facultad de Economía de la Universidad Técnica Nacional de Lutsk para ampliar sus estudios de economía.

### Carrera musical
Tocando con la banda de Lutsk Flies in Tea, Polozhynskyi comenzó su carrera musical. Más tarde, se convirtió en showman del grupo punk Makarov & Peterson. Fundó la banda Tartak para participar en el festival Chervona Ruta después de conocerlo en 1996. Desempeñó varios papeles importantes en Tartak, incluido el de director creativo, coproductor, cantante, presentador y compositor. Trabajó con el conjunto folclórico de Gulyaihorod para incorporar aspectos de la música tradicional ucraniana a la música contemporánea.
Polozhynskyi trabajó a tiempo parcial como presentador de radio y televisión además de su carrera musical. Fue locutor de los programas de radio Suena sobre en Radio NV y Chipboard Show en Europa Plus. A partir del 1 de octubre de 2007, fue coanfitrión del programa matutino DSP en Europe Plus junto a Andriy Kuzmenko e Igor Pelykh (hasta mayo de 2009). Tenía los títulos Dormir en la mano, Seguro, Estrella de la mañana, Con su samovar, Canción pura, Shvyryay-Show y Llamada al amigo en particular, junto con Kuzma.Condujo el programa Sounds of Pro en Radio NV del 2018 al 27 de mayo de 2020.

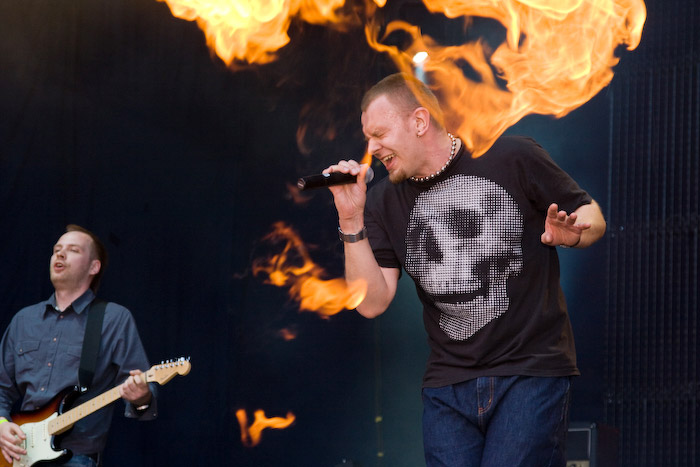
Polozhynskyi con Tartak en 2008

Inició el proyecto en solitario SP en 2009, produciendo dos canciones: Tsytsydup (2010) y Choose Me! (2009), que fueron publicados en vísperas de las elecciones presidenciales.  Comenzó a trabajar como productor en 2011 y eligió canciones para el álbum poético ucraniano contemporáneo Po-Vilno, que fue lanzado por el estudio Coffeine. En el vídeo musical de Moral Sex (2012) de Tartak, también debutó como director. En 2014 fundó el proyecto Bouvier, con el que lanzó dos álbumes en 2015 y 2019. Para apoyar a la selección nacional de fútbol de Ucrania, junto con el canal de televisión Football 1/2, grabaron un vídeo de la canción Here's My Hand.
Junto con Ivan Marunych en 2019 formó el dúo Ol. IV. 'E y lanzó el proyecto Bouvier. También cooperó con otros músicos. También participó en el campamento de voluntariado de Tartakiv & Tartak. También participó en el establecimiento del campamento de voluntarios Tartakiv&Tartak ese mismo año, cuyo objetivo es restaurar el Palacio Tartakiv, un hito arquitectónico del siglo XIX de importancia nacional.
Tras una batalla judicial, Polozhynskyi declaró su separación de las bandas Tartak y Bouvier el 5 de febrero de 2020. Ese mismo año vio el lanzamiento de su nuevo proyecto, Olexander Polozhinsky and the Three Roses, que incluía un programa de concierto llamado Lyrics que incluía versiones reelaboradas de las canciones Tartak, Bouvier y Ol. IV. 'MI.
Sus logros recientes incluyen su participación en el festival de Banderstadt en 2021, y la publicación de su álbum solista de 12 canciones A pesar de todo en abril de 2023. Realizó duetos en un evento del Palacio de Octubre el 5 de septiembre de 2023, con otros artistas y bandas con las que ha trabajado a lo largo de los años.

### Carrera militar
Polozhynskyi se alistó en la reserva de las Fuerzas Armadas de Ucrania en febrero de 2022, sirviendo en el 47.º Batallón (que posteriormente se convirtió en el 47.º Regimiento de Asalto y la 47.ª Brigada Mecanizada ). Cuando sirvió en el ejército, grabó una canción en honor a los voluntarios. Dijo que sus ocho meses en el ejército tuvieron un impacto físico y moral en él, y comenzaron a notarse problemas de salud.
El 6 de diciembre de 2022, en el Día de las Fuerzas Armadas de Ucrania, Polozhynskyi sorprendió a muchos al anunciar su servicio activo. Enfatizó que no se considera un héroe y que no ha estado involucrado en la muerte de ningún oponente durante más de seis meses de combates intensos. Desde febrero de 2023, ha estado en Kiev por asuntos relacionados con su trabajo, brindando apoyo remoto a los soldados de la brigada. En noviembre de ese mismo año, finalmente fue trasladado a otra unidad militar.

### Carrera política

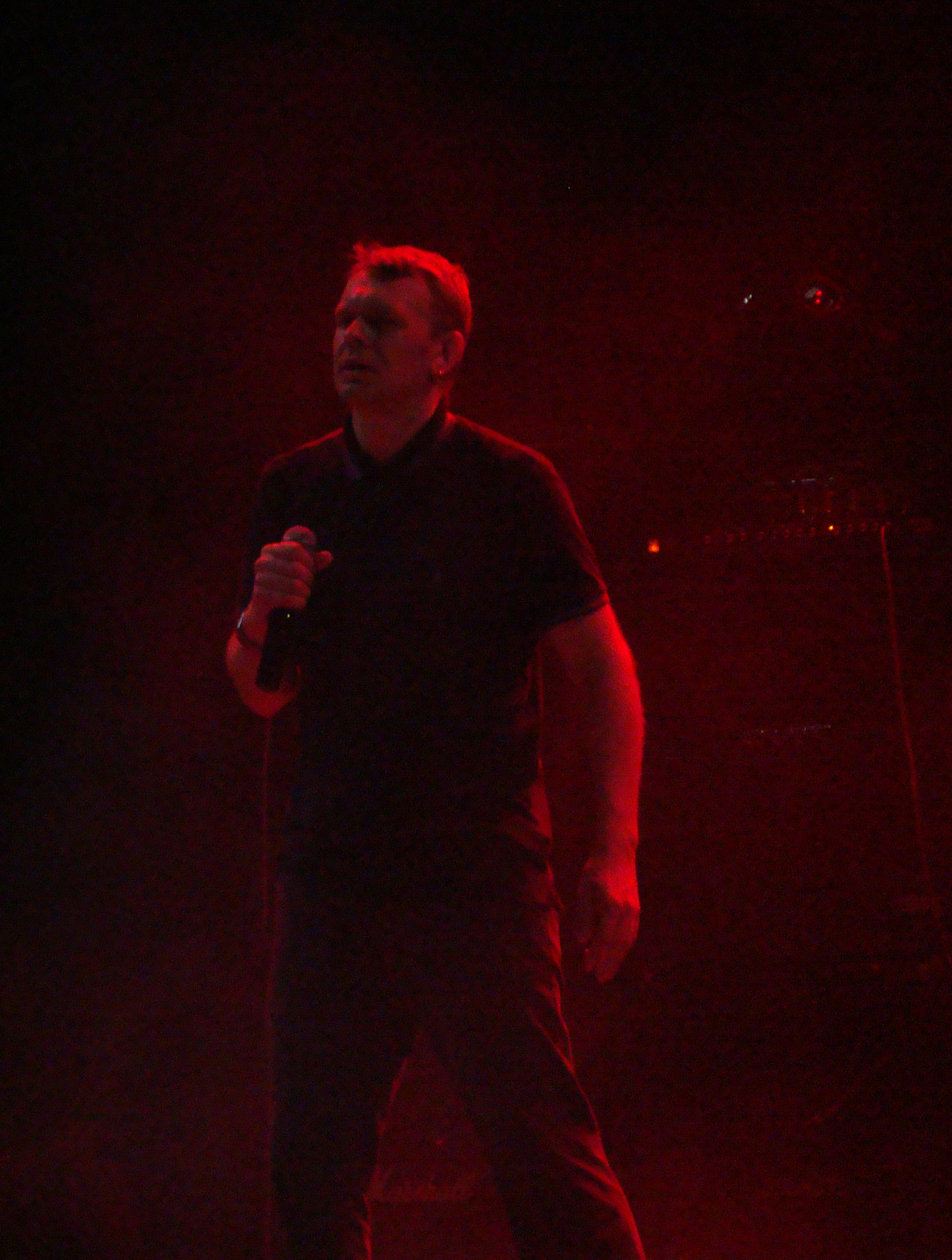
Polozhynskyi actuando en el Festival Zashkiv 2011

Polozhynskyi ha respaldado la protección de la cordillera de Svydovets y ha respaldado movimientos que se oponen a los planes de desarrollo en esa área. En mayo de 2018, compartió un mensaje de video en solidaridad con el cineasta ucraniano Oleh Sentsov, quien estaba detenido en Rusia. En una publicación en Facebook, expresó su deseo de mantener su independencia y pidió a los periodistas que verifiquen la información de fuentes confiables, a pesar de las especulaciones de los medios sobre su posible candidatura para alcalde de Lutsk en 2020.

### Apoyo a los militares
En 2015, actuó para la 72.ª Brigada Mecanizada Separada y el 3.º Regimiento Separado de Fuerzas Especiales con los músicos de Riffmaster. Él junto a otro participante del Ol. IV. 'E band, tocada para las tropas en Volnovakha. Junto a Arsen Mirzoyan, se felicitó al personal militar de la 128.ª Brigada de Asalto de Montaña, así como a la unidad de la Guardia Nacional conocida como Ukiez. En julio de 2020, se llevó a cabo en las instalaciones del Servicio Estatal de Guardia de Fronteras de Ucrania un grupo de actuaciones que incluían a los vocalistas ucranianos Polozhynskyi, Zlata Ognevich, Oleksandr Lozovskyi, Ivan Marunych y Anton Tilis.  Fue miembro de la Unión Popular de Maidan y suele dar conciertos para diferentes unidades militares en apoyo a los soldados ucranianos.

## Discografía
| Año  | Nombre                                         | Álbum                                    | Notas                 |
| ---- | ---------------------------------------------- | ---------------------------------------- | --------------------- |
| 2012 | Партія снайперів ( Fiesta de francotiradores ) |                                          | para el sistema Kozak |
| 2012 | Брат за брата ( Hermano por hermano )          | para el sistema Kozak                    |                       |
| 2013 | Вагомі слова                                   | para el sistema Kozak                    |                       |
| 2014 | Mocoso za brata                                | para el sistema Kozak                    |                       |
| 2014 | Битим склом ( Vidrio roto )                    | para el sistema Kozak                    |                       |
| 2016 | Не моя ( No es mío )                           | con banda violeta                        |                       |
| 2016 | Вокзали                                        | con Alexjazz & The Cancel e Ira Shvaidak |                       |
| 2017 | Мій друг ( Mi amigo )                          | para el sistema Kozak                    |                       |
| 2019 | Tobi                                           | con la banda Doble Vida                  |                       |
| 2020 | Mi trava                                       | con la banda Entree (N.Try)              |                       |
| 2022 | Як Ти Там                                      | con ASILIA                               |                       |

## Premios y reconocimientos
Ganador del premio Vasyl Stus en 2013.
En 2020, Polozhynskyi rechazó la Orden al Mérito de Grado III, señalando que el presidente Volodymyr Zelenskyy debería otorgar el reconocimiento al músico Andriy Antonenko, a la médica Yuliia Kuzmenko y a la enfermera Yana Duhar, quienes estaban acusados del asesinato del periodista Pavel Sheremet.